# Joseph Ryan
Joseph A. "Joe" Ryan va ser un remer estatunidenc que va competir a primers del segle xx.
El 1904 va prendre part en els Jocs Olímpics de Saint Louis, on va guanyar la medalla d'or en la prova de dos sense timoner del programa de rem, fent parella amb Robert Farnan.